# Памятник Елене Гнесиной (Москва)
Памятник Елене Гнесиной в Москве установлен перед зданием Концертного зала Российской академии музыки имени Гнесиных в районе Арбат (со стороны Малого Ржевского переулка ).

## История
Памятник Елене Фабиановне Гнесиной был открыт 22 сентября 2004 года. Его авторами стали скульпторы А. Н. Бурганов и И. А. Бурганов и архитектор Е. Г. Розанов. Они создали скульптурную композицию в виде фигуры юной Елены Гнесиной, играющей на рояле, вместо крышки которой изображены крылья птиц. Скульптура выполнена из бронзы, имеет высоту 3,5 м и установлена на постамент из чёрного мрамора с надписью
Елене Фабиановне 
 ГНЕСИНОЙ
Открытие памятника было приурочено к 130-летнему юбилею Елены Гнесиной и к 60-й годовщине основания Института (ныне — Академии).